# ジコ虫、増えてます!
ジコ虫、増えてます！(ジコちゅー、ふえてます)とは、ACジャパンの1999年度の広告作品である。

## 歴史
- 1999年7月1日 - 公共広告機構の1999年度の広告作品の1つとして展開が開始された。
- 2000年6月30日 - 2000年度のキャンペーンへの切り替えのため、この日を持ってキャンペーン展開が終了。
- 2000年7月1日 - 公共広告機構の2000年度の広告作品の1つとして、続編「こんなジコ虫見ました」（後述）の展開が開始された。
- 2000年 - 「ジコ虫」という言葉が新語・流行語大賞トップ10に入賞する。
- 2001年6月30日 - 2001年度のキャンペーンへの切り替えのため、この日を持って「こんなジコ虫見ました」のキャンペーン展開が終了。

## 概要
(ACジャパン公式サイトより引用)
このCMに登場する「ジコチュウ」の名前の由来は自己中心的な人を指す略語。気配りを忘れ、周囲に迷惑をまき散らすこの「ジコチュウ」を、虫に例えたユニークなイラストで表現している。よく説教になりがちなマナー広告を、やわらかなユーモアで包み、親しみやすくアピールした作品になっている。
また、最後のACロゴ表示時には、ACロゴの「A」の右側がジコ虫によってかじられるという特殊な演出がなされていた。

## 公共広告機構（現：ACジャパン）による関連作品
CM放映終了直後の2000年7月1日、「こんなジコ虫見ました」という作品が展開された。この作品では、一般の人々から寄せられた新種のジコ虫発見の投書やイラストを、そのまま広告素材として使用している。また、テレビCMでは「列島ジコ虫だより」と題しテレビ番組風の構成にし、アナウンサーの平岩毅を起用している。また、最後にサウンドロゴとともに平岩がACと歌って終わる。